# Manipuri

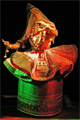
Danzarín de manipur.

Manipuri es una de las danzas clásicas de la India. Tiene su origen en Manipur, un estado en el nordeste de la India en la frontera con Myanmar (también conocido como Birmania). En Manipur, rodeado de montañas y geográficamente aislado es el punto de encuentro de Oriente y la India continental, la danza se ha desarrollado con su propia estética específica, valores, convenciones y étnica. El culto de Radha y Krishna, particularmente la raslila, es central para sus temas, pero las danzas, excepcionalmente, incorporan platillos característicos (kartal o manjira) y un tambor de dos cabezas (pung o Manipuri mridang) de sankirtan en el rendimiento visual. Los balarines del manipuri no usan campanas en sus tobillos para acentuar los ritmos con sus pies, en contraste con otras formas de danza de la India, y los pies del bailarín se apoyan suavemente sobre el suelo. Los movimientos del cuerpo y los pies y las expresiones faciales en el baile Manipuri son sutiles y tienen por objetivo la devoción y la gracia.

## Danza
El estilo tradicional de la danza manipuri encarna movimientos delicados, líricos y elegantes. El objetivo es hacer movimientos redondeados y evitar expresiones bruscas, bordes afilados o líneas rectas. Es esto lo que le da a la danza manipuri su aspecto suave y ondulado. Los movimientos de los pies son vistos como parte de un movimiento compuesto de todo el cuerpo. El bailarín pone sus pies en el piso, incluso durante pasos vigorosos, con la parte delantera tocando el suelo primero. Las articulaciones de las rodillas y tobillos son usados efectivamente como amortiguadores. Los pies del bailarín o se dejan en el piso o se levantan en los puntos precisos al ritmo de la música, sino un poco antes o después de expresar los puntos de la rítmica de una manera más eficaz.
El acompañamiento musical para la danza manipuri viene de un instrumento de percusión llamado pung, un cantante, címbalos, un instrumento de cuerda llamado pena y una flauta. Quienes tocan los tambores siempre son artistas masculinos y, después de aprender a tocar el pung, los estudiantes son entrenados en bailar con él mientras tocan el tambor. Esta danza es conocida como Pung cholom. Las letras utilizadas en el manipuri son usualmente de poesía clásica de Jayadeva, Vidyapati, Chandidas, Govindadas o Gyandas y puede estar en sánscrito, Maithili, Brij Bhasha u otros.